# فعل حالتی
در زبانشناسی یک فعل حالتی بر خلاف فعل کنشی که وظیفه ی توصیف یک عمل را بر عهده دارد، بیانگر حالت و یک وضعیت است. این تفاوت را می توان این گونه طبقه بندی کرد که افعال حالتی در تمام  طول مدت، ایستا و یا بدون تغییر هستند در حالی که افعال کنشی توصیف کننده ی تغییرات یک فرایند در طول زمان است می باشند. بسیاری از زبان‌ها بین این این دو نوع فعل از لحاظ چگونگی کاربرد آنها در گرامر تفاوت قایل هستند.

## تعریف
لیست افعال حالتی عبارت است از:
Recognise, See, Own, Appear, Look (=Seem), Sound, Taste, Smell, Hear, Astonish, Deny, Disagree, Please, Impress, Satisfy, Promise, Surprise, Doubt, Think (=Have An Opinion), Feel (=Have An Opinion), Wish, Imagine, Concern, Dislike, Be, Have, Deserve, Involve, Include, Lack, Measure (=Have Length Etc), Possess, Owe, Weigh (=Have Weight)
به صورت کلی افعال حالتی به چهارگروه تقسیم بندی می شوند:
۱-افعال نشانگر فکر یا عقیده
Know, Believe, Understand, Recognize
۲- افعال نشانگر مالکیت
Have, Own, Belong, Possess
۳- افعال حسی
Hear, Smell, See, Feel
۴- افعال نشانگر عواطف
Love, Hate, Want, Need